# Syllepte philetalis
Syllepte philetalis là một loài bướm đêm trong họ Crambidae.